# Бранислав Крунић
Бранислав Крунић (Требиње, СФРЈ, 28. јануар 1979) је фудбалски тренер из Републике Српске, БиХ, бивши је фудбалер, а играо је  на позицији везног. Бивши је тренер бањалучког Борца.
Крунић је током играчке каријере два пута освајао титулу првака Премијер лиге Босне и Херцеговине, први пут ca Леотарoм из Требиња други пут је то учинио управо са Борцем, 2011. године.

## Успеси

### Као играч
Леотар
- Премијер лига БиХ: 2002–03
- Прва лига PC: 2001–02

Борац Бања Лука
- Премијер лига БиХ: 2010–11
- Куп PC: 2010–11, 2011–12